# Okręt podwodny z napędem jądrowym

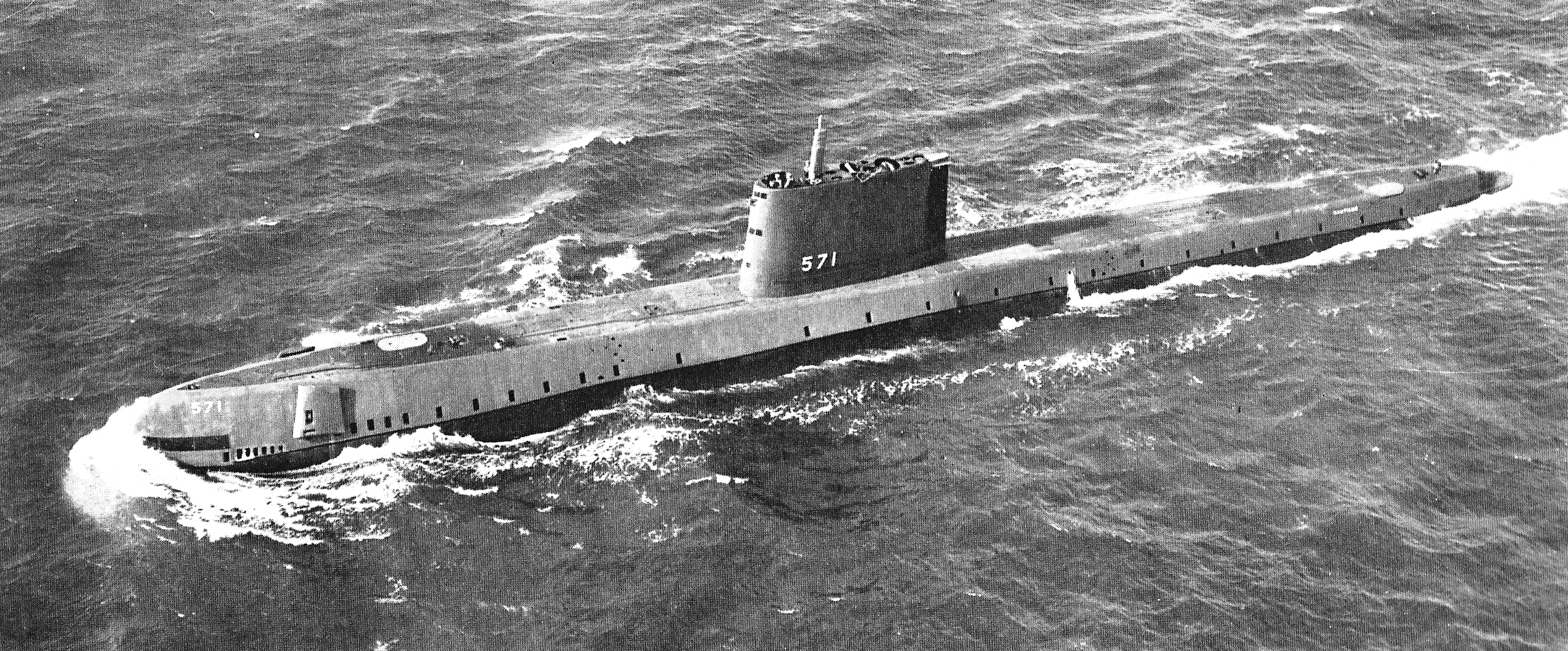
„Nautilus” – okręt podwodny z napędem jądrowym

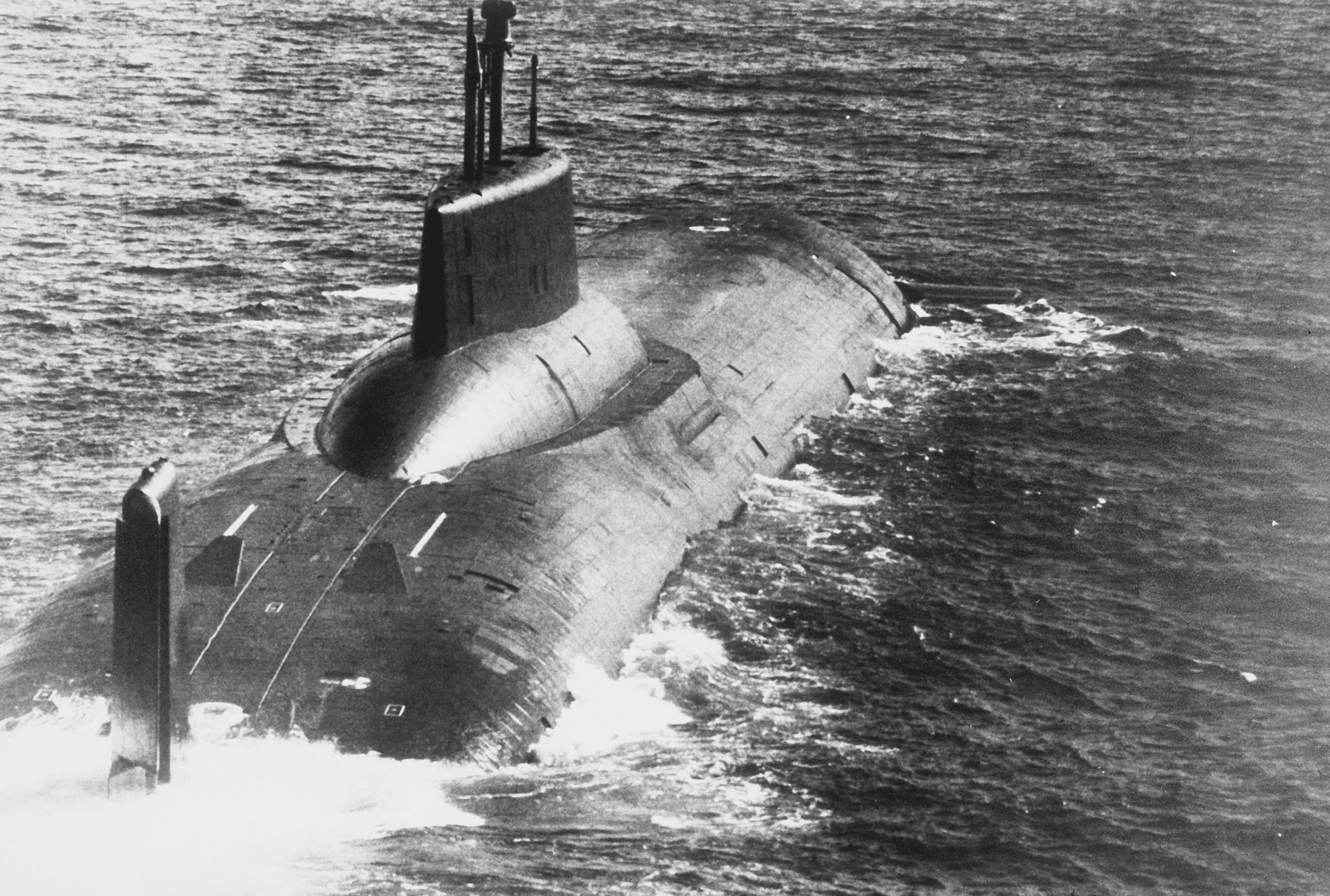
Przedstawiciel największego typu okrętów podwodnych: rosyjskiego projektu 941

Okręt podwodny z napędem jądrowym – okręt podwodny, który do napędu i do zasilania urządzeń pokładowych w energię elektryczną wykorzystuje energię jądrową wytwarzaną w siłowni okrętowej mieszczącej jeden bądź więcej reaktorów. Działanie tego rodzaju napędu opiera się najczęściej na wytwarzaniu w reaktorze jądrowym energii cieplnej, która częściowo odbierana jest z niego przez krążący w pierwszym obiegu moderator. Moderatorem w zależności od rodzaju reaktora jest krążąca w obiegu woda albo ciekły metal, który w wymienniku przekazuje energię cieplną wodzie krążącej w drugim obiegu, zamieniając ją w przegrzaną parę. Ta, krążąc w systemie rur pod bardzo wysokim ciśnieniem, przekazuje energię turbinie, ulegając przy tym schłodzeniu, przez co powraca do stanu ciekłego. Napędzana przez parę turbina za pomocą systemu przekładni napędza wał napędowy, albo też za pomocą odpowiedniego generatora wytwarza energię elektryczną niezbędną do napędu wału za pomocą silnika elektrycznego.
Pierwszym okrętem podwodnym napędzanym przez okrętową siłownię jądrową był amerykański USS Nautilus (SSN-571), który wszedł do służby w marynarce wojennej Stanów Zjednoczonych 30 września 1954 roku. Obecnie okręty podwodne z napędem jądrowym wykorzystywane są w marynarkach wojennych Rosji, Stanów Zjednoczonych, Francji, Wielkiej Brytanii, Chin oraz Indii.
Okręty podwodne z napędem jądrowym stanowią alternatywę dla przeważnie mniejszych i tańszych okrętów podwodnych z napędem konwencjonalnym (np. elektrycznym). Za zastosowaniem napędu jądrowego przemawia jego ogromna moc, a co za tym idzie możliwość uzyskania bardzo wysokiej prędkości, nieograniczony zasięg oraz fakt, że czas przebywania w zanurzeniu ograniczony jest jedynie wytrzymałością psychiczną załogi i ilością prowiantu.

## Historia

### Historia powstania

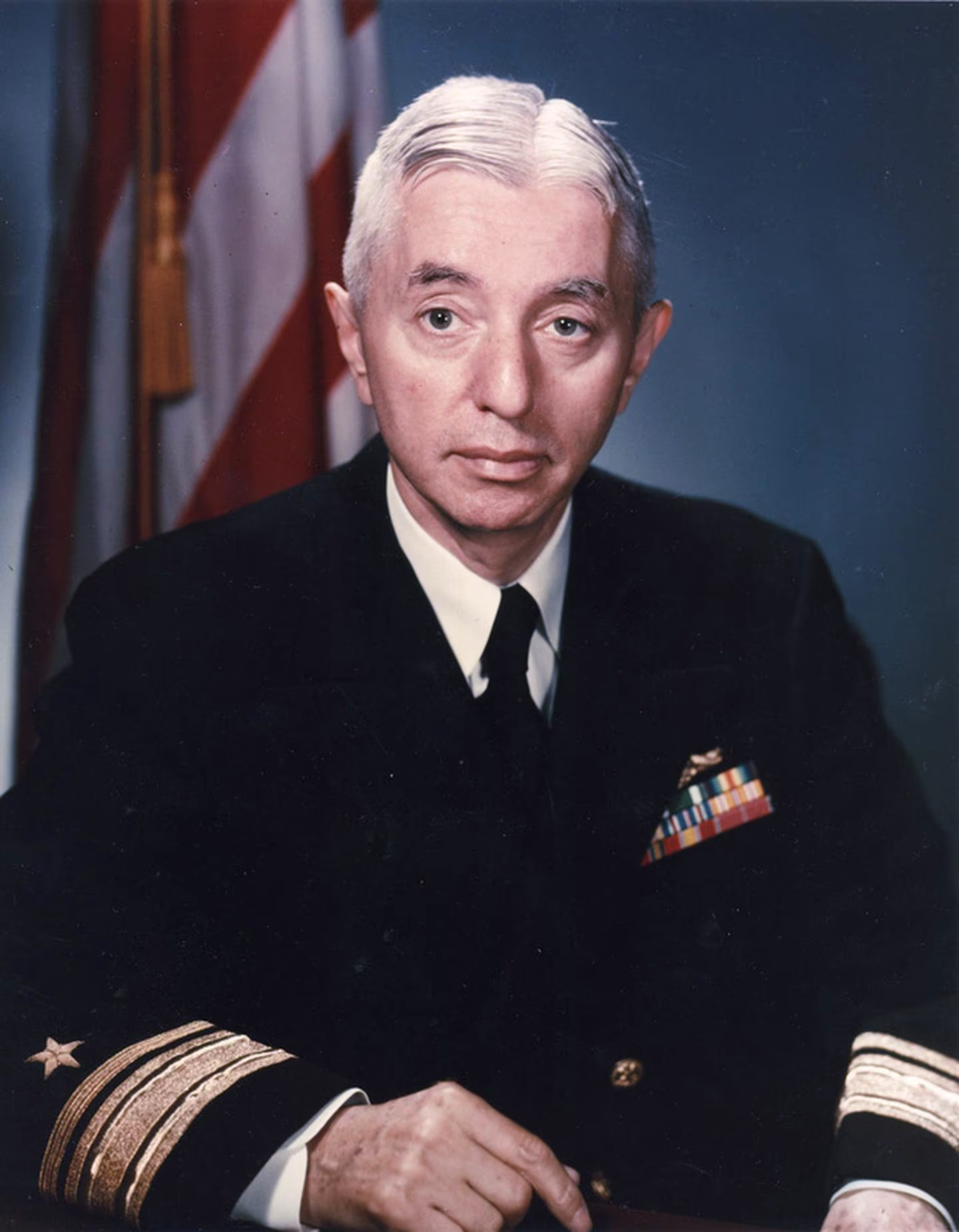
Hyman Rickover nadzorował budowę pierwszego okrętu podwodnego z napędem jądrowym

Pierwsze prace związane z rozwojem napędu jądrowego miały miejsce już w 1939 roku, staraniem George’a Pegrama z Uniwersytetu Columbia, któremu udało się przekonać amerykańska marynarkę do podjęcia szerzej zakrojonych prac w tym zakresie. Z ramienia US Navy zaczął z nim współpracować Ross Gunn. Wtedy też program napędu jądrowego po raz pierwszy otrzymał środki finansowe w wysokości 1500 dolarów – były to pierwsze amerykańskie pieniądze przeznaczone na program badań jądrowych. Z zespołem Pegram i Gunna, zaczął wkrótce pracować kolejny fizyk – Philip Abelson. Po przeprowadzeniu wstępnych badań, Gunn sporządził pierwszy raport dla marynarki wojennej na temat napędu nuklearnego okrętów podwodnych. Raport ten wyprzedził o cztery miesiące skierowany do prezydenta USA Franklina D. Roosevelta słynny list Alberta Einsteina, wzywający do rozpoczęcia przez ten kraj programu konstrukcji broni jądrowej. 1 czerwca 1939 roku, w swoim memorandum skierowanym do Dyrektora Naval Research Laboratory, Gunn stwierdził, iż okrętowa siłownia jądrowa nie będzie wymagała tlenu, znacznie też zwiększy zasięg i możliwości bojowe okrętów podwodnych. Zapowiedział również, że zespół programu napędu nuklearnego będzie musiał zmierzyć się z wieloma problemami i niewiadomymi, przede wszystkim odkryć sposób separacji izotopu 235U z uranu naturalnego. Po sporządzeniu tego raportu, Gunn skupił się głównie na rozwiązaniu tego problemu. W lipcu 1941 roku, Gunn wraz z Abelsonem opracowali relatywnie prosta i skuteczną metodę separacji, co otworzyło szeroko drogę do opracowania pierwszego napędowego reaktora jądrowego. Jego rozwój został jednak zatrzymany przez program opracowania bomby jądrowej prowadzony w ramach Manhattan Engineer District (projekt „Manhattan”), w którym wykorzystano całość rezultatów prac Pegrama, Gunna i Abelsona. Sam program napędu jądrowego, musiał jednak ustąpić priorytetom związanym z destrukcyjnym wykorzystaniem energii jądrowej. W tym samym czasie tematyka ta była przedmiotem badań Atomic Energy Commission i Bureau of Ships Marynarki Wojennej USA. Pracujący w tych urzędach, późniejszy admirał i tak zwany „ojciec jądrowej Marynarki Wojennej”, Hyman Rickover był osobą śledzącą uważnie rozwój prac nad pomysłem wprowadzenia napędu jądrowego w okręcie podwodnym. Na podstawie wyników badań Abelsona, udało się w końcu grupie naukowców pod kierownictwem Weinberga, skonstruować reaktor jądrowy dla okrętu podwodnego. Kongres Stanów Zjednoczonych zatwierdził w lipcu 1951 roku, budowę pierwszego, w pełni przydatnego do służby prototypu dla marynarki wojennej USA. Pod nadzorem Rickovera zakończono w 1954 roku budowę pierwszego na świecie okrętu podwodnego z napędem jądrowym – USS Nautilus (SSN-571). 17 stycznia 1955 roku, odbił od nabrzeża, pierwszy w historii okręt podwodny z napędem jądrowym. W lecie 1958 roku, zademonstrował on, przepływając pod biegunem północnym zalety nowego rodzaju napędu. Dwa lata później, w 1960 roku okręt podwodny USS Triton (SSRN-586), okrążył pod wodą, jako pierwszy, kulę ziemską.
Z kilkuletnim opóźnieniem rozpoczął także Związek Socjalistycznych Republik Radzieckich prace projektowe budowy okrętów podwodnych z napędem jądrowym. Odpowiedni dekret został podpisany w 1952 roku, reaktory znajdowały się w fazie budowy prototypu. Pierwszym radzieckim okrętem podwodnym z napędem jądrowym był K-3 Leninskij Komsomoł. Jego budowę rozpoczęto we wrześniu 1955 roku w Mołotowsku, a reaktor uruchomiono w lecie 1958 roku. Okręt ten oznaczony numerem taktycznym K-3, przepłynął pod biegunem północnym w 1962 roku.
W 1969 roku, w stoczni General Dynamics’ Electric Boat Division został zwodowany najmniejszy na świecie okręt podwodny z napędem jądrowym. Również ten okręt, zwany Naval Research Vessel, mający zaledwie około 45 metrów długości, zbudowany został dla Marynarki Wojennej Stanów Zjednoczonych dzięki staraniom Hymana Rickovera.

### Klasyfikacja
Okręty podwodne z napędem jądrowym były stosowane do wykonywania zadań w trzech różnych misjach. Oznaczenia według terminologii stosowanej w US Navy i w NATO.
Ship Submersible Nuclear SSN – Jądrowy Okręt Podwodny – okręty przeznaczone do zwalczania okrętów przeciwnika. Głównym zadaniem jest ściganie okrętów podwodnych przeciwnika jak również wykonywanie zadań operacyjnych w pobliżu nieprzyjacielskiego wybrzeża, takich jak desant oddziałów do zadań specjalnych czy nasłuch radiowy. W wykonywaniu tych zadań bardzo ważną rolę odgrywa ciche przemieszczanie się okrętu podwodnego w zanurzeniu bez możliwości wykrycia przez sonar wroga.
Ship Submersible Balistic Nuclear SSBN – Jądrowy Okręt Podwodny Przenoszący Pociski Balistyczne – okręty wyposażony w wyrzutnie pocisków balistycznych SLBM. Okręty te pływają przeważnie na oceanach z dala od brzegów, aby w razie ataku jądrowego wroga, znaleźć się poza zasięgiem rażenia. Stanowią one w ten sposób najważniejszą część tzw. uderzenia wtórnego.
Ship Submersible Guided Missile Nuclear SSGN – Jądrowy Okręt Podwodny Przenoszący Pociski Kierowane – okręt przenoszący pociski manewrujące i/lub przeciwokrętowe pociski odrzutowe. Zadaniem okrętów tego typu jest zarówno atakowanie np. lotniskowców i ich eskorty, jak i rażenie celów na lądzie.

### Historia wprowadzania we flotach państw

#### USA

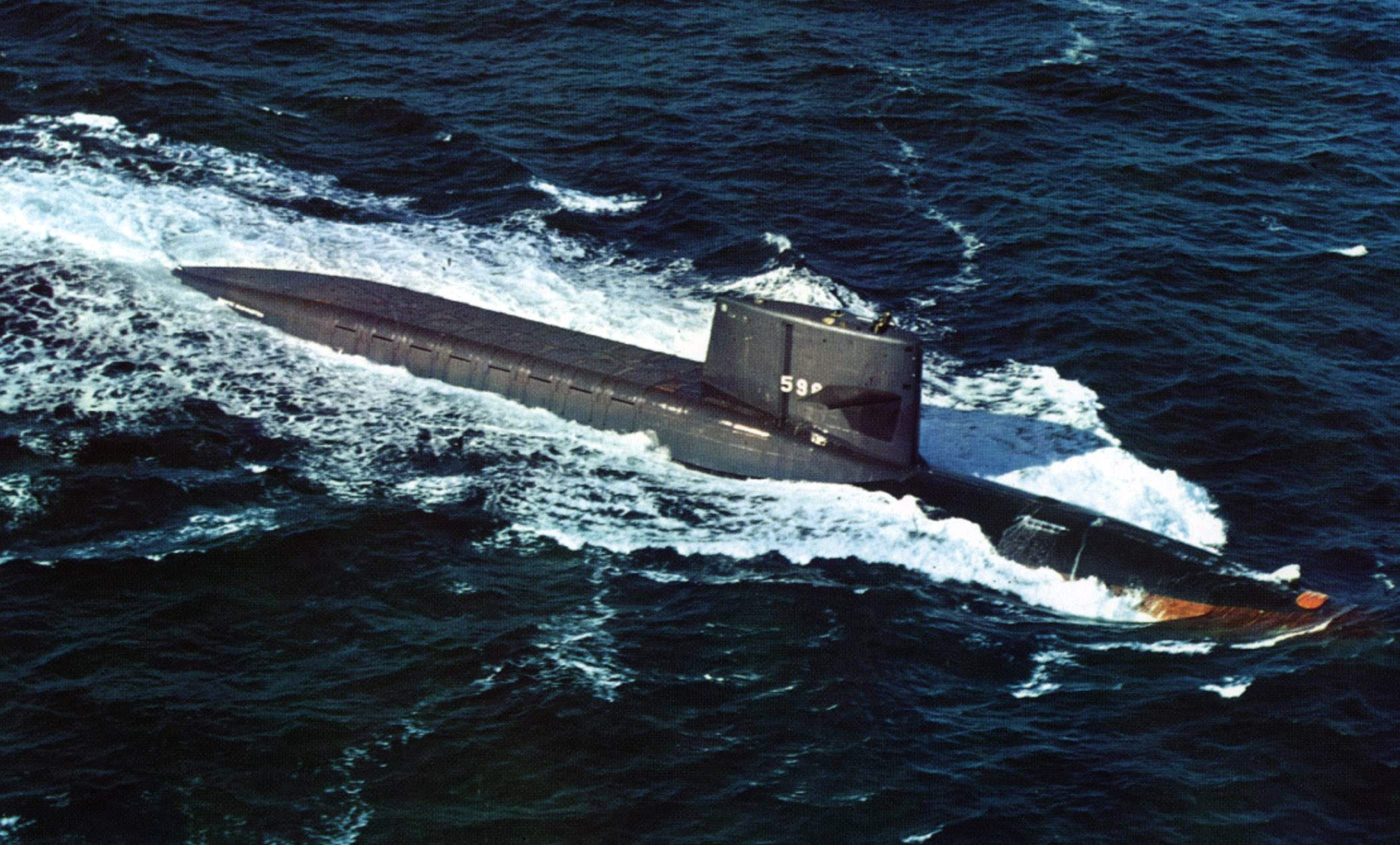
USS „George Washington” pierwszy okręt klasy SSBN na świecie

Po wprowadzeniu do służby „Nautilusa”, jak i drugiego prototypu jakim był USS Seawolf (SSN-575), rozpoczęto, w połowie lat 50, seryjną budowę następnych czterech jednostek typu Skate. Okręty te posiadały klasyczną formę dziobu w kształcie klina, która ułatwiała żeglugę w wynurzeniu. Około roku 1960 wprowadzono, wraz z nowym typem Skipjack, nowy typ kadłuba typu Albacore o poprawionej hydrodynamice – w formie zbliżonej do kropli wody. Pozwalało to na rozwijanie prędkości do 30 węzłów, co oznaczało podwyższenie prędkości o ponad 50% w porównaniu z pierwszymi amerykańskimi okrętami podwodnymi z napędem jądrowym. Równolegle prowadzono prace konstrukcyjne nad pierwszymi okrętami podwodnymi do przenoszenia pocisków balistycznych SLBM. Okręty typu George Washington posiadały zmodyfikowany kadłub okrętów typu Skipjack, późniejsze okręty typu Ethan Allen i typu Lafayette posiadały nowo skonstruowane kadłuby.
W latach 60. XX wieku zmieniono wymagania stawiane okrętom podwodnym w Marynarce Wojennej USA. Głównym celem była, nie tak jak do tej pory, prędkość, ale możliwie najwyższa redukcja szumów, podczas wykonywanych operacji. W wyniku tej zmiany priorytetów, powstały typy Thresher/Permit i Sturgeon. W latach 70. XX wieku zostały zaprojektowane okręty podwodne, które nadal stanowią trzon amerykańskiej floty podwodnej. Są to okręty podwodne typu Los Angeles i sklasyfikowane jako SSBN okręty typu Trident (Ohio). Pod koniec zimnej wojny rozpoczęto budowę okrętów typu Seawolf a następnie Virginia, obydwa jako SSN.
Pierwsze jednostki klasyfikowane jako SSGN powstały na przełomie lat pięćdziesiątych i sześćdziesiątych XX wieku – były to amerykański USS Halibut (SSGN-587) oraz radzieckie jednostki projektu 659 (NATO: Echo I).
W latach 50. XX wieku, równolegle z okrętami typu Skate, były budowane ostatnie okręty podwodne z napędem konwencjonalnym (spaliowo-elektryczny) typu Barbel. Około roku 1990 zostały wycofane ze służby. Obecnie w Marynarce Wojennej USA wykorzystywane są wyłącznie okręty podwodne z napędem jądrowym. W stan floty wchodzi (stan 2009) 71 okrętów podwodnych w tym 14 okrętów SSBN i 4 okręty SSGN. Od połowy lat 60. XX wieku liczba aktywnych okrętów podwodnych z napędem jądrowym sięgała 140 sztuk.

#### Związek Radziecki / Rosja

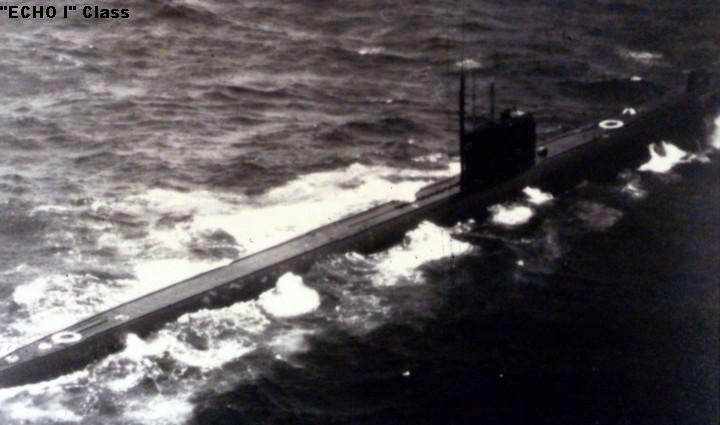
Jeden z pierwszych sowieckich okrętów podwodnych typu Echo

Wyposażanie Radzieckiej Marynarki Wojennej w okręty podwodne z napędem jądrowym postępowało dość szybko. Po zbudowaniu pierwszego sowieckiego okrętu podwodnego z napędem jądrowym, którym był K-3 Leninskij Komsomoł, w samym tylko okresie między 1958 a 1960 rokiem zbudowanych zostało 12 okrętów projektu 627 (kod NATO: November), 8 okrętów SSBN projektu 658 (NATO: Hotel) i 34 okręty SSGN projektu 659 (NATO: Echo).
W latach 60. i 70. XX wieku zbudowano kolejne okręty podwodne z napędem jądrowym, do których zaliczały się nowocześniejsze okręty SSBN projektu 667A (NATO: Yankee) i Delta. Okręty Delta budowane były aż do 1992 roku. 142 okręty tego typu weszły do służby. Na przestrzeni ostatnich dziesięciu lat istnienia Związku Radzieckiego weszły do służby nie tylko największe na świecie okręty podwodne z napędem jądrowym typu Typhoon, ale również nowoczesne okręty SSN typu Sierra i Akula oraz SSGN typu Oscar. Okręty te zostały przejęte przez Marynarkę Wojenną Rosji i częściowo były dalej budowane. Już jako rosyjskie zostały zaprojektowane i budowane SSGN typu Graney oraz SSBN typu Borei obecnie w budowie.
Szacowana liczba rosyjskich okrętów podwodnych z napędem jądrowym (w 2008) wynosi 31 sztuk, z czego 15 SSN, 12 SSBN i 4 SSGN.

#### Wielka Brytania

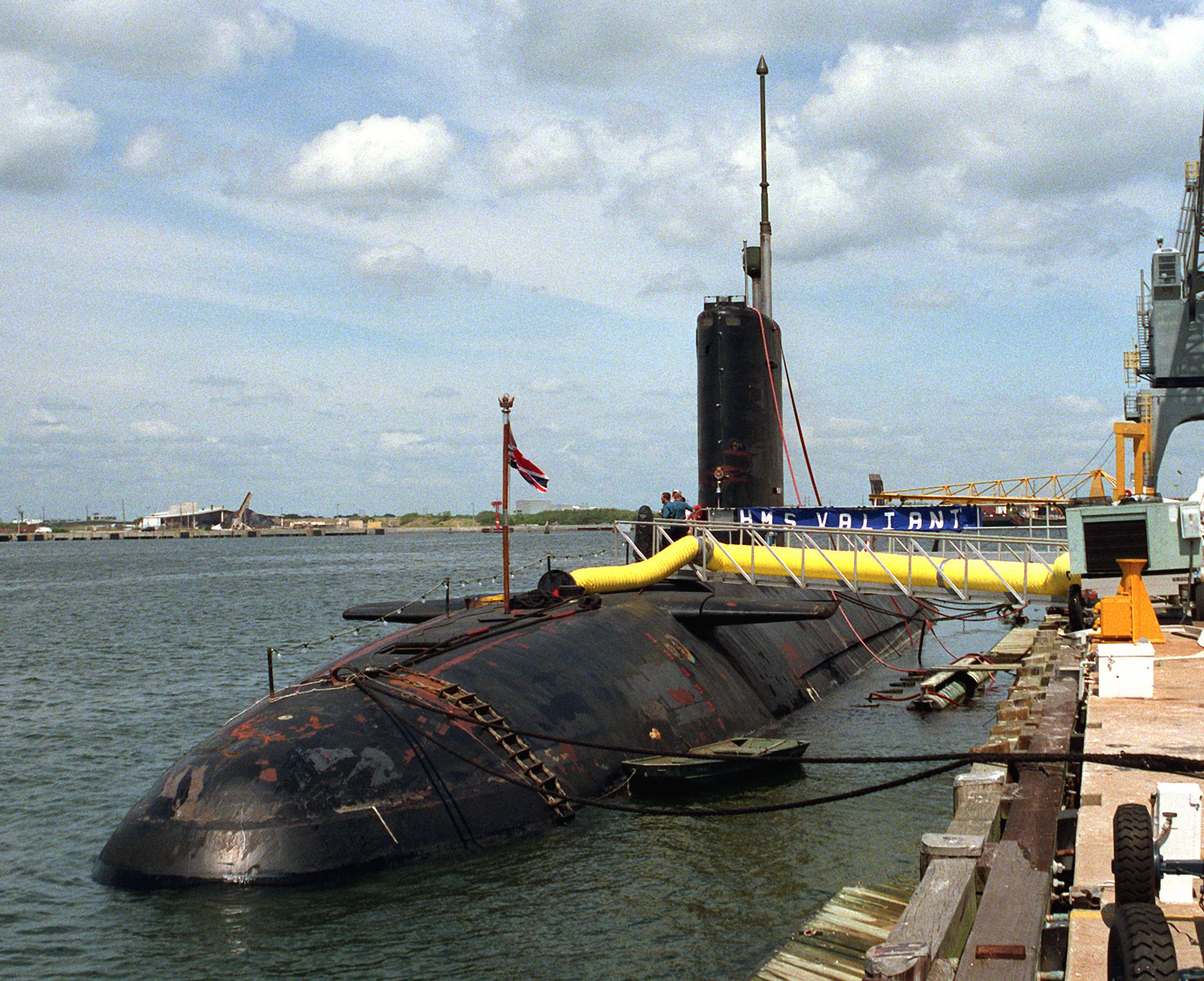
„Valiant”, drugi okręt podwodny z napędem jądrowym Royal Navy

Również Royal Navy prowadziła po zakończeniu II wojny światowej badania nad technologią budowy okrętu podwodnego z napędem jądrowym, jednak nie podjęto konkretnej decyzji prowadzącej do budowy. Dopiero po tym jak zostały poznane możliwości „Nautilusa” rozpoczęto projekt budowy. Wielka Brytania dołączyła do posiadaczy okrętów podwodnych z napędem jądrowym w 1963 roku, wprowadzając do służby jej pierwszy okręt HMS Dreadnought (S101), stanowiącego połączenie brytyjskiego dziobu oraz rufy wraz z siłownią amerykańskich okrętów typu Skipjack. W 1963 roku zwodowano a w 1966 roku wprowadzono do służby pierwszy SSN typu Valiant całkowicie zaprojektowany i zbudowany przez Brytyjczyków. W stoczni Vickers Ltd, Shipbuilding Group, Barrow-in-Furness, producent wyposażenia – stocznia i Rolls Royce and Associates Ltd. W latach 60. XX wieku, zbudowano pierwszy SSBN typu Resolution mimo tego, Royal Navy dalej kontynuowała, wprowadzanie do służby okrętów podwodnych z napędem konwencjonalnym.
W latach 70. wprowadzono jako SSN dwa nowe typy okrętów, w tym: 3 okręty typu Churchill i 6 okrętów typu Swiftsure. W latach 80. oddano do służby 7 nowoczesnych okrętów typu Trafalgar które jednocześnie są największymi SSN w Europie. W roku 1993 wprowadzono do służby 4 SSBN nowego typu Vanguard. Poczynając od roku 2010 mają wejść do służby nowe jednostki SSN typu Astute.
W 1994 roku wycofano ze służby ostatnie okręty z napędem konwencjonalnym typu Upholder, pomimo faktu oddania ich do eksploatacji kilka miesięcy wcześniej. Tak więc Royal Navy ma na wyposażeniu wyłącznie okręty podwodne z napędem jądrowym. W stan posiadania w roku 2009 wchodzi 8 okrętów klasy SSN i 4 okręty klasy SSBN, jednak długoterminowo ilość okrętów SSN ma być zredukowana do 7 sztuk.

#### Francja

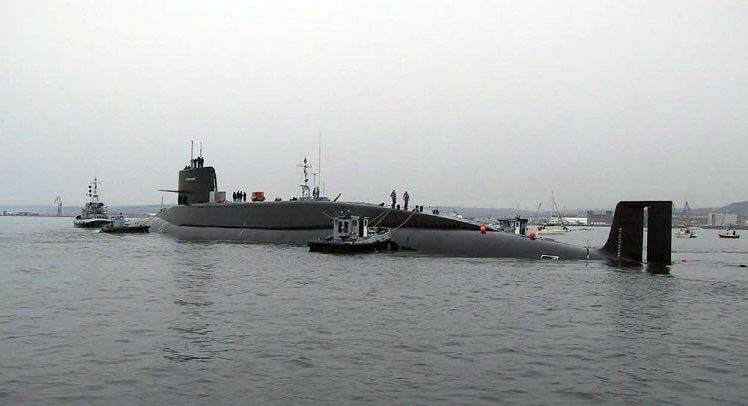
„Le Redoutable” pierwszy francuski SSBN

Francuska Marynarka Wojenna – Marine nationale – w 1971 roku wprowadziła do służby swój pierwszy, wybudowany we Francji, okręt podwodny z napędem jądrowym. Był nim „Le Redoutable” typu Redoutable, całkowicie zaprojektowany i zbudowany przez Francuzów, bez współpracy z innymi państwami. Okręty tej klasy były przeznaczone do przenoszenia rakiet woda-ziemia z głowicami jądrowymi, tzw. SSBM, również projektu i produkcji francuskiej i dzięki nim Francja uzyskała własną triadę atomową. Do roku 1980 oddano 4 dalsze SSBN tej klasy, a w roku 1985 szósty i ostatni okręt tej serii, „L´Inflexible”, który zawierał duże zmiany strukturalne względem oryginału.
Do 1983 roku wszystkie francuskie okręty podwodne przeznaczone do zwalczania żeglugi i innych okrętów podwodnych były napędzane konwencjonalnie. Do 1993 roku uzupełniono je czterema okrętami produkcji francuskiej typu Rubis i dwoma typu Amethyste. Okręty te są wyposażone w napęd jądrowy.
W latach 1997–2010 do służby weszły cztery okręty SSBN typu Triomphant, zastępujące starsze SSBN. Starsze SSN mają być zastąpione sześcioma okrętami typu Barracuda, wprowadzenie do służby ma nastąpić w latach 2017–2026.
W 2001 roku wycofano ze służby ostatni okręt podwodny z napędem konwencjonalnym. W skład Marine Nationale wchodzi 6 okrętów SSN i 4 okręty SSBN.

#### Chiny

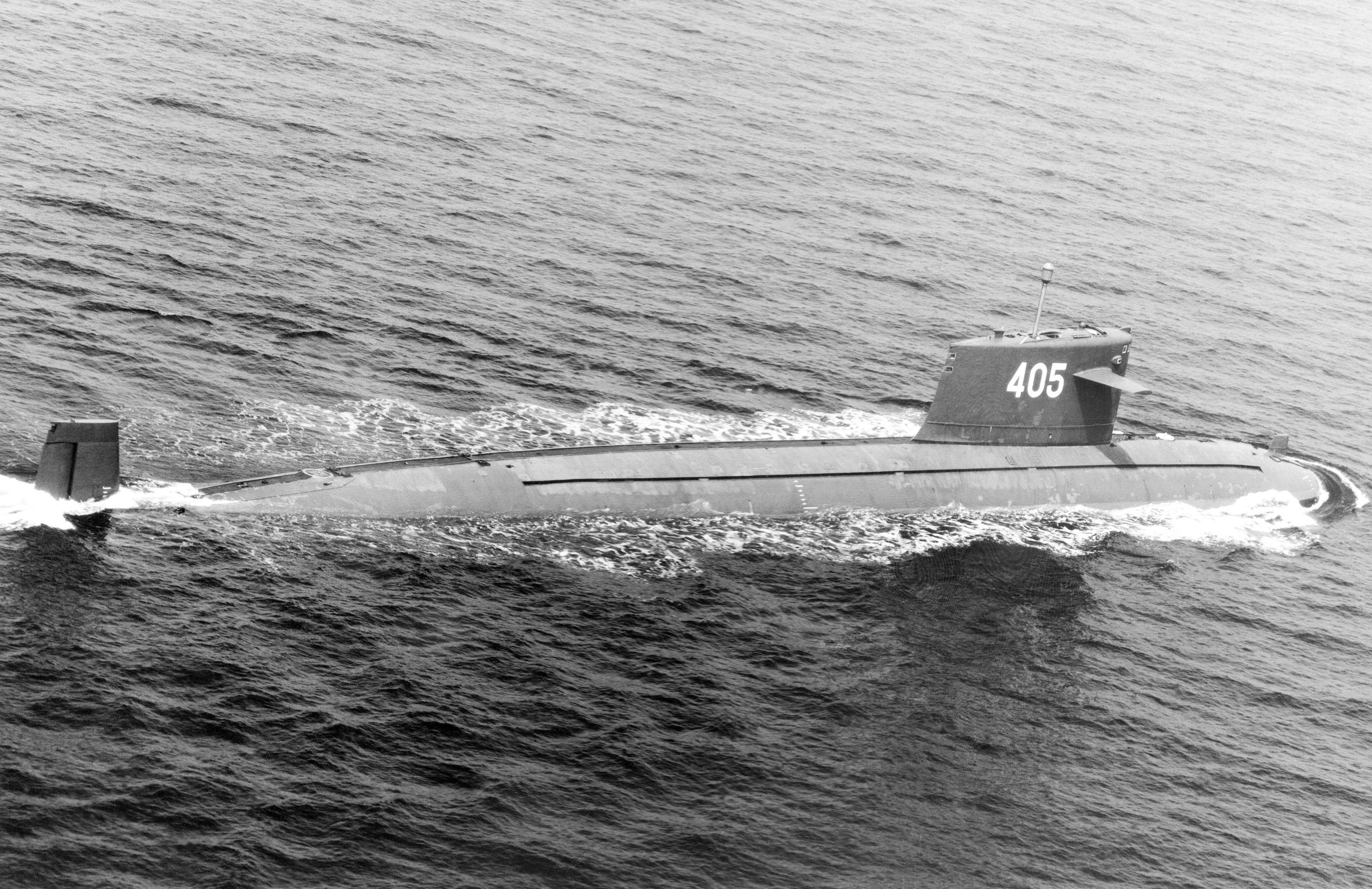
Piąta jednostka typu Han

Chiny należą jako ostatnie do państw budujących okręty podwodne z napędem jądrowym, o których bardzo mało wiadomo. Program projektowy rozpoczęto w końcu lat 50. ubiegłego stulecia, prośba o pomoc w budowie, skierowana pod adresem Związku Radzieckiego została odrzucona. W związku z tym upłynęło wiele lat zanim, Chiny mogły się pochwalić sukcesami. W roku 1963 przerwano prace na dwa lata. Następnie zbudowano pierwszy reaktor jądrowy i przeprowadzono próby na lądzie. Dopiero w 1970 r. zwodowano pierwszy okręt typu Huludao, który wszedł do służby w 1974 r.
Nieprzestrzeganie skomplikowanych procesów technologicznych w czasie budowy pierwszego okrętu podwodnego z napędem jądrowym, doprowadziło do nadmiernego napromieniowania załogi. Podjęto próby poprawienia układu chłodzenia reaktora i konstrukcji turbin przy budowie następnej jednostki – co jednak tylko częściowo się udało. W latach 1974 – 1991 oddano do służby 5 SSN typu Han. Analitycy wychodzą z założenia, że 2 lub 3 okręty wycofano ze służby w 2007 r. W 1981 r. wprowadzono do służby pierwszy SSBN typu Xia, który jednak zdaniem zachodnich ekspertów nie wykonywał nigdy zadań operacyjnych. Według niepotwierdzonych informacji zbudowano drugi okręt tego typu, który jednak, w 1985 roku, został z powodu awarii zniszczony. Z powodu tych niepowodzeń zaniechano budowy dalszych jednostek.
W obecnym stuleciu zwodowano pierwszy z nowej serii SSN typu Shang, nie ma niestety informacji ile jednostek ma być zbudowanych. Również i przy budowie najnowszych okrętów SSBN typu Jin, z których pierwszy został zwodowany w 2004 roku, ważną rolę odgrywa pomoc rosyjskich konstruktorów i rosyjskich stoczni. Do służby ma wejść 5 okrętów typu Jin.
Liczba okrętów podwodnych z napędem jądrowym w czynnej służbie nie jest dokładnie znana. Na podstawie częściowo sprzecznych informacji ma być ich poniżej 10 sztuk. Tak więc okręty podwodne z napędem konwencjonalnym stanowią nadal trzon chińskiej floty podwodnej.

#### Indie

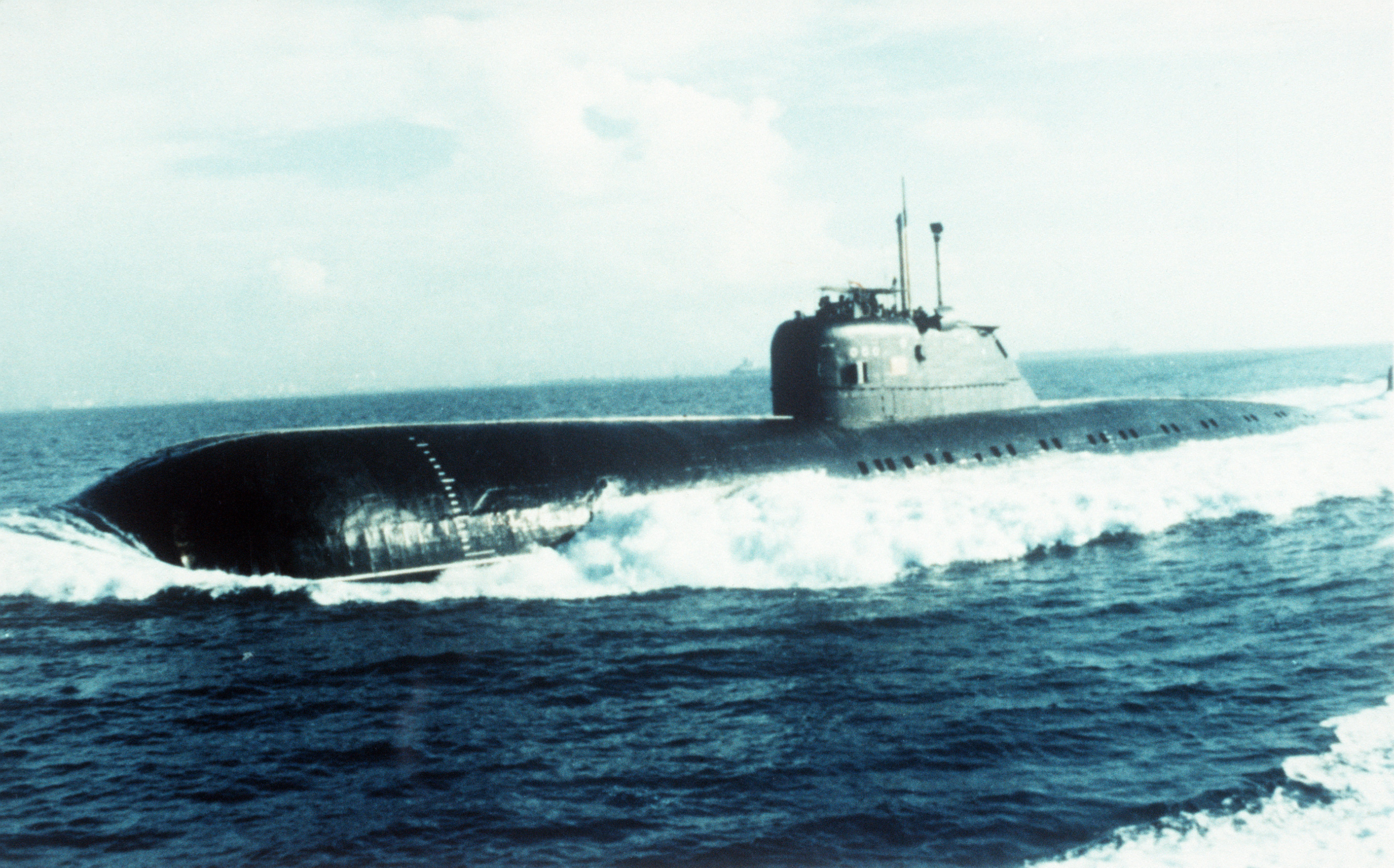
Okręt typu Charlie

Pierwszy okręt podwodny z napędem jądrowym konstrukcji wyłącznie indyjskiej zwodowano w 2009 roku. W latach 1988–1991 znajdował się w służbie wydzierżawiony od Związku Radzieckiego okręt podwodny z napędem jądrowym typu Charlie, pod indyjską nazwą INS Chakra, obsługiwany przez sowiecką załogę szkolącą hinduskich marynarzy. Indie rozpoczęły w 1985 r. pod nazwą „Advanced Technolgy Vessel”, prace konstrukcyjne mające doprowadzić do budowy wyłącznie indyjskiego okrętu podwodnego z napędem jądrowym. W lipcu 2009 roku zwodowano INS Arihant, pierwszy okręt typu Arihant, który ma być wyposażony w pociski rakietowe Sagarika – z głowicami jądrowymi o zasięgu 1000 km.
Data wejścia do służby jest nieznana.
Od sierpnia 2009 r. Indie wydzierżawiły na 10 lat, nowo zbudowany rosyjski okręt typu Akula-II, noszący indyjską nazwę INS „Chakra”.

#### Australia
Pierwotnie, w celu zastąpienia okrętów podwodnych typu Collins, Australia planowała zakup 12 okrętów podwodnych typu Attack od Francji. Miały to być okręty oparte na projekcie okrętów podwodnych typu Barracuda z przerobionym napędem z jądrowego na napęd napęd hybrydowy (diesel i elektryczny). W 2021 roku ten projekt anulowano. 15 września 2021 roku Australia, Stany Zjednoczone i Wielka Brytania podpisały pakt o współpracy militarnej AUKUS, w celu przeciwwagi do potęgi militarnej Chin na Pacyfiku. Jednym z kluczowych elementów nowej współpracy ma być zbudowanie przez Australię okrętów podwodnych o napędzie jądrowym. Możliwe, że okręty będą oparte na projekcie brytyjskich atomowych okrętów podwodnych typu Astute lub amerykańskich atomowych okrętów podwodnych typu Virginia. Co prawda, oryginalne francuskie okręty dysponowały napędem jądrowym, lecz zrezygnowano z ich zakupu ze względu na problematyczny napęd jądrowy, który trzeba serwisować co 10 lat, w porównaniu do rozwiązań amerykańskich i brytyjskich, których napędy atomowe działają bez serwisowania przez cały okres użytkowania okrętu.

## Napęd

### Napęd jądrowy

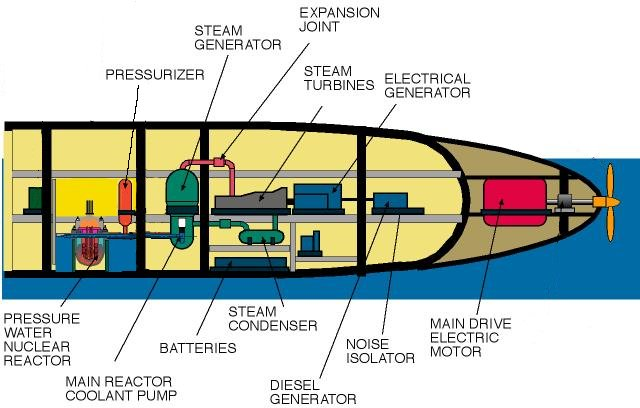
Schemat napędu turbo-elektrycznego

Schemat okrętowej siłowni nuklearnej z reaktorem PWR:
1. Rdzeń reaktora 2. Pręty kontrolne 3. Wytwornica pary 4. Para 5. Turbina
6. Rezerwowy zbiornik wody 7. Kondensator 8. Silnik awaryjny 9. Układ pierwotnego obiegu wody 10. Akumulatory 11. Generatory Diesla prądu stałego

Sodium-Cooled Fast Reactor (SFR)

Lead cooled fast reactor scheme

Z technicznego punktu widzenia okręty podwodne z napędem konwencjonalnym niewiele się różnią od okrętów podwodnych z napędem jądrowym. Na przykładzie francuskiego okrętu typu Rubis udowodniono, że zastosowanie reaktora, niekoniecznie musi oznaczać powiększenia wymiarów okrętu. Okręty te o długości ok. 73 m, nie są większe od nowoczesnych okrętów podwodnych z napędem konwencjonalnym (np. okręty typu Kilo). Są to jednak wyjątki, ponieważ zastosowanie reaktora i jego osłony oznacza znaczny dodatkowy ciężar, przez co większość okrętów podwodnych z napędem jądrowym ma długość około 100 m.
Okręt podwodny z napędem jądrowym wyposażony jest w reaktor jądrowy, podobny w budowie do reaktorów stosowanych w elektrowniach jądrowych na lądzie. Są one jednak dużo mniejsze, bo muszą się zmieścić w obudowie o średnicy około 10 m.
Reaktor wydziela duże ilości ciepła, które jest odbierane przez czynnik roboczy – najczęściej wodę – w tak zwanym obiegu pierwotnym. Czynnik przepływa do wytwornicy pary, gdzie oddaje ciepło wodzie obiegu wtórnego. Znajdująca się pod wysokim ciśnieniem przegrzana para wodna napędza turbinę parową, która następnie napędza wał napędowy, który z kolei przekazuje moc śrubie okrętowej albo – w nowocześniejszych jednostkach – na pędnik strugowodny. Napędzany przez turbinę generator elektryczny wytwarza energię elektryczną potrzebną do zasilania urządzeń pokładowych i do ładowania akumulatorów elektrycznych. Akumulatory dostarczają energię elektryczną na wypadek awarii reaktora jądrowego. W tak zwanym napędzie turbo-elektrycznym, śruba okrętowa napędzana jest silnikiem elektrycznym. Najczęściej jednak, stosowany jest wariant napędu, w którym turbina za pośrednictwem przekładni napędza śrubę okrętową.
Dzisiejsze okręty podwodne z napędem jądrowym używają wyłącznie reaktorów wodno-ciśnieniowych (PWR).
Zalety:
- Bezpieczeństwo w eksploatacji, produkcja energii zmniejsza się wraz ze wzrostem temperatury;
- Pierwotny obieg chłodzenia jest odizolowany od obiegu wtórnego, woda we wtórnym obiegu nie jest skażona.

Wady:
- Woda w obiegu pierwotnym jest pod wysokim ciśnieniem, aby nie dopuścić do parowania - podwyższone niebezpieczeństwo przecieku skażonego chłodziwa na skutek pęknięcia rur lub nieszczelności zaworów;
- Potrzeba zastosowania rur i oprzyrządowania ze specjalnych materiałów co znacznie podnosi koszty;
- Przepływ neutronów powoduje zmniejszenie wytrzymałości stali używanej do produkcji reaktora, ze względu na wysokie standardy bezpieczeństwa prowadzi to do wymiany reaktora, co ogranicza jego żywotność i wpływa na czas eksploatacji okrętu;
- Reaktory stosowane na okrętach podwodnych nie mają możliwości wymiany paliwa podczas ich pracy, co wymusza wyłączenie okrętu z eksploatacji na około 14 dni, by uzupełnić paliwo.

Zarówno USA w USS Seawolf (SSN-575), jak i Związek Radziecki w jednostkach projektu 705 (NATO: Alfa) przeprowadzali eksperymenty z innymi rodzajami reaktorów. Chodziło tu o reaktory jądrowe w których chłodziwem w obiegu pierwotnym był: ciekły sód – reaktor amerykański Sodium-Cooled Fast Reactor (SFR), czy ciekły stop ołowiu z bizmutem – w reaktorach radzieckich typu OK-550 lub BM-40A reaktor prędki chłodzony ołowiem. Po wprowadzeniu w 1957 roku do służby okrętów z tym typem chłodzenia, stwierdzono występowanie przecieków na przegrzewaczu. Rok później, ze względu na bezpieczeństwo załóg, marynarka USA zastąpiła reaktory chłodzone ciekłym sodem na reaktory wodne ciśnieniowe. Marynarka ZSRR mimo niebezpieczeństwa, stosowała ten rodzaj reaktora przez około dziesięć lat.
Reaktory chłodzone za pomocą ciekłych metali są reaktorami prędkimi, które nie potrzebują moderatora, a w których reakcja łańcuchowa przebiega przy wykorzystaniu neutronów o relatywnie wysokiej energii kinetycznej, powyżej 1 MeV. W takim typie reaktorów, utrzymanie reakcji łańcuchowej wymaga użycia jako paliwa uranu wysoko wzbogaconego lub plutonu. W praktyce stosuje się głównie paliwo MOX.
Zalety:
- Reaktory te mają wyższą wydajność cieplną i niższy ciężar, niż tej samej wielkości reaktory ciśnieniowe wodne;
- Dużą zaletą jest możliwość szybkiego przejścia z maksymalnej wydajności reaktora na pracę, w czasie której wytwarzana jest minimalna ilość odgłosów pracy;
- Na wypadek przecieku w systemie chłodzenia można doprowadzić chłodziwo do stanu stałego;
- Dłuższe okresy czasu eksploatacji (do 15 lat).

Wady:
- Konieczność ogrzewania systemu chłodzenia w czasie pobytu w porcie, gdy reaktor jest wyłączony;
- W przypadku zastygnięcia chłodziwa niemożliwe jest ponowne uruchomienie reaktora (z tego powodu wycofano ze służby cztery okręty);
- Reaktor nie może być napełniony ponownie paliwem jądrowym – zastygnięcie chłodziwa;
- Wysokie koszty konserwacyjne[17].

Okręty podwodne z napędem jądrowym zbudowane w państwach zachodnich wyposażone są w tylko jeden reaktor jądrowy. Okręty zbudowane w ZSRR wyposażone były często w dwa reaktory, w których jeden reaktor przeznaczony był do napędu jednej śruby okrętowej lub ewentualnie służył jako rezerwa.

### Zalety i wady

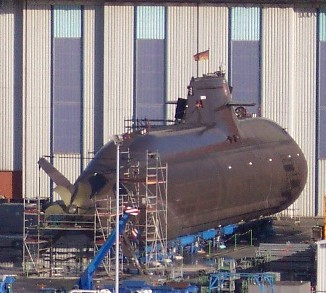
Typ 212 A

Okręty podwodne z napędem konwencjonalnym, wytwarzają energię napędową dzięki posiadanemu paliwu. Za pomocą generatorów napędzanych silnikami spalinowymi ładowane są akumulatory, które używane są, do napędu silników elektrycznych w czasie pływania w zanurzeniu, i do zasilania urządzeń pokładowych. Do doładowania akumulatorów w zanurzeniu, używane są chrapy, przez które dostarczane jest powietrze potrzebne do pracy silników spalinowych. Zwiększa to jednak niebezpieczeństwo lokalizacji okrętu. Oprócz tego systemu, stosowane są nowoczesne nie jądrowe rodzaje napędu, jak np. ogniwo paliwowe stosowane do napędu niemieckich okrętów podwodnych typu 212. Jednak i w tym przypadku musi w relatywnie krótkim czasie, po około 2 tygodniach pływania w zanurzeniu, być dotankowane paliwo.
Problemy te nie występują na okrętach podwodnych z napędem jądrowym, dzięki energii wytwarzanej w reaktorze jądrowym, przy wykorzystaniu procesu rozszczepienia jądra atomowego. Dzięki temu, czas przebywania w zanurzeniu ograniczony jest jedynie ilością prowiantu oraz odpornością psychiczną załogi. Powietrze do oddychania jest ponownie uzdatniane. Okręty te nie muszą oszczędzać paliwa, dzięki czemu, mogą pływać w zanurzeniu z maksymalną prędkością.
Wadą okrętu podwodnego z napędem jądrowym są odgłosy wydawane przez pompy w obiegu chłodzenia reaktora, co może doprowadzić do lokalizacji okrętu przez okręty wroga wykorzystujące sonar. Tylko w niektórych typach okrętów np. typ Ohio, możliwe jest przy wykorzystaniu naturalnej cyrkulacji cieplnej, chłodzenie reaktora pracującego na niskiej mocy. W tym przypadku okręty z napędem konwencjonalnym mają przewagę pod tym względem, gdyż mogą pływać w zanurzeniu znacznie ciszej, wykorzystując energię nagromadzoną w akumulatorach.

## Profil operacyjny
Okręty podwodne z napędem jądrowym operują w strefie tzw. (ang.) blue water czyli poza obszarem morza szelfowego. Na rozległych i głębokich wodach oceanicznych mogą one, lepiej niż na płytkich stosunkowo wodach przybrzeżnych, wykorzystywać ich zalety polegające na długotrwałym pływaniu w zanurzeniu z możliwie maksymalną prędkością.
W zakres zadań okrętów klasy SSN wchodzi oprócz ochrony dużych jednostek jak, lotniskowców, krążowników czy okrętów desantowych, zwalczanie podwodnych i nawodnych okrętów wroga oraz zdobywanie wiadomości o wyposażeniu i działalności marynarki wojennej innych krajów. Okręty klasy SSBN pływają na odległych akwenach, aby w przypadku ewentualnego ataku jądrowego pozostać jak najdłużej w ukryciu i móc wystrzelić pociski balistyczne będące reakcją na atak. Okręty klasy SSGN są bardziej uniwersalne i mogą wykonywać operacje charakterystyczne dla klasy SSN i SSBN.
W czasie I i II wojny w Zatoce Perskiej okręty podwodne US Navy wykorzystywane były do rażenia celów naziemnych przy pomocy pocisków manewrujących. Marynarka angielska Royal Navy jest jak dotąd jedyną, która ma na koncie zatopienie okrętu wroga przez okręt podwodny z napędem jądrowym. Fakt ten miał miejsce w czasie wojny o Falklandy, kiedy to angielski HMS „Conqueror” zatopił argentyński krążownik ARA General Belgrano. Zastosowanie okrętów klasy SSBN miało dotąd wyłącznie charakter ćwiczebny.

## Demontaż

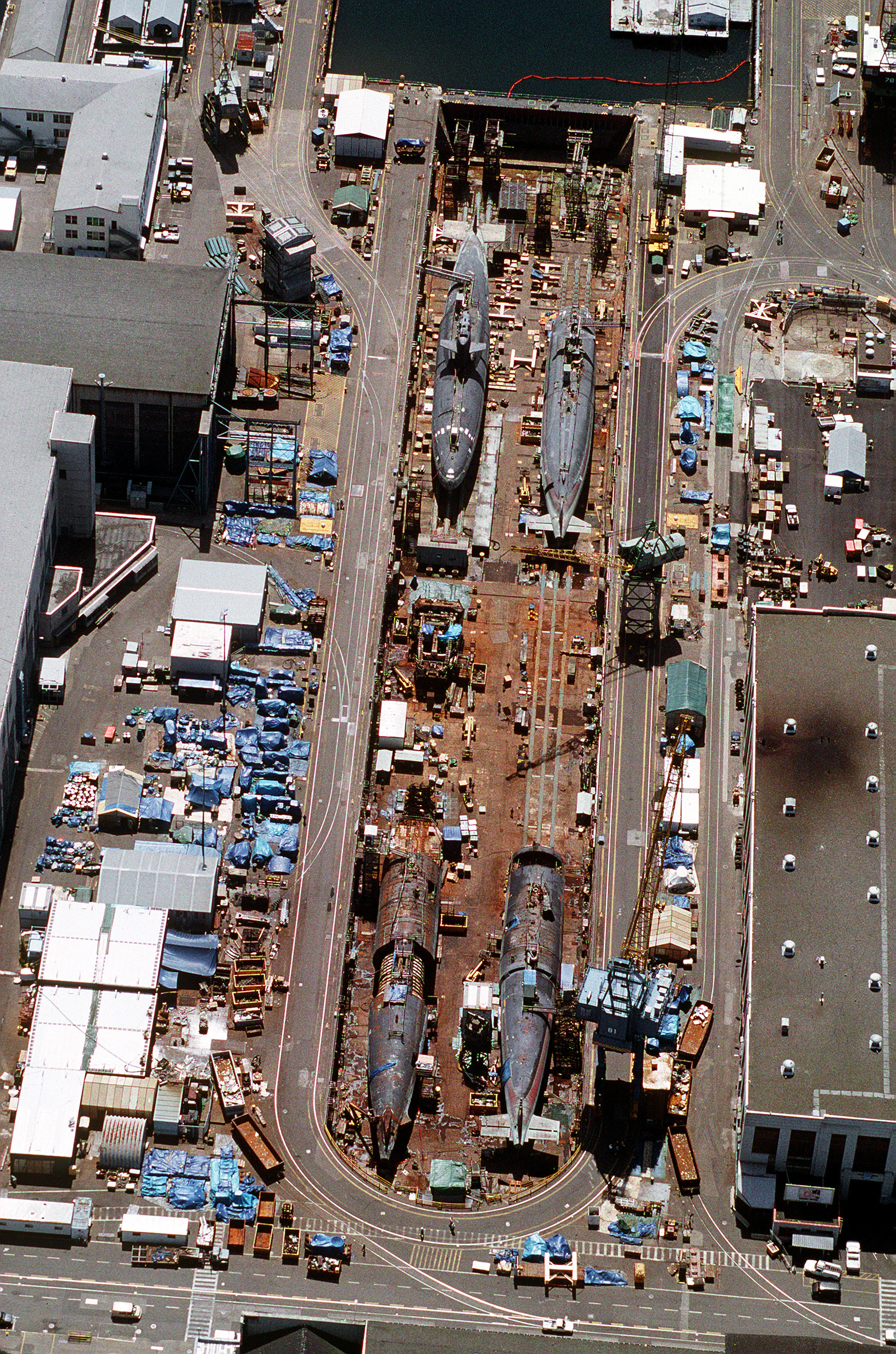
Demontaż czterech okrętów podwodnych z napędem jądrowym US Navy

### Przebieg demontażu
W czasie zimnej wojny zbudowano wiele okrętów podwodnych z napędem jądrowym. W związku z tym, że każdy okręt wojenny na skutek postępu technologicznego i czasu eksploatacji, ma tylko ograniczony czas działania, pojawia się problem demontażu i utylizacji. Podczas demontażu muszą być podjęte szczególne środki ostrożności, ponieważ w reaktorze znajduje się paliwo jądrowe, a stosowany czynnik roboczy w pierwotnym obiegu chłodzenia reaktora jest skażony. Prace te muszą być wykonywane przez wyszkolony personel i w przystosowanych do takich operacji stoczniach.
Na samym początku demontowany jest reaktor i wypompowana jest ciecz z pierwotnego obiegu chłodzenia, następnie odcinana jest sekcja kadłuba w której był zamontowany reaktor. Pozostała część kadłuba jest cięta na kawałki i złomowana. Skażone promieniotwórczo części reaktora, sekcji kadłuba, w której znajdował się reaktor, jak i instalacja do chłodzenia reaktora muszą być składowane. W USA skażone części kadłuba i reaktora są składowane pod ziemią w Hanford Site, natomiast zużyte paliwo jądrowe, składowane jest w Naval Reactors Facility w Idaho National Laboratory. Koszt demontażu i składowania skażonego materiału jednego okrętu podwodnego z napędem jądrowym wynosił w 1988 roku 40 milionów dolarów. Dla porównania, koszt budowy nowego okrętu podwodnego z napędem jądrowym klasy Los Angeles wyniósł w roku 1990 około 900 milionów dolarów.
US Navy przeprowadza demontaż okrętów podwodnych z napędem jądrowym w ramach specjalnie do tego celu powołanego programu recyklingu ((ang.) Ship-Submarine Recycling Program). W ramach tego programu przeprowadza się w stoczni Puget Sound Naval Shipyard fachowy demontaż reaktora, układu chłodzenia i odcięcie części kadłuba w której był zainstalowany reaktor. Pozostała część okrętu jest złomowana także w innych stoczniach. Do 2007 roku zdemontowano ponad 100 okrętów podwodnych z napędem jądrowym. Na demontaż czeka następnych 17 okrętów, z których ostatni ma być demontowany w 2017 r. Zanim dojdzie do demontażu, okręty są przenoszone do rezerwowej floty pod zarządem United States Maritime Administration, gdzie nadal są pod nadzorem aby nie dopuścić do przerdzewienia kadłuba lub zapobiec problemom związanych z nieczynnym reaktorem.
W 2007 roku Royal Navy przekształciła po dekontaminacji jeden z 14 wycofanych ze służby okrętów, w okręt muzeum. Pozostałe 13 okrętów z opróżnionymi reaktorami przechowywane są w Rosyth i Devonport.
Francja, po usunięciu paliwa jądrowego, składuje skażone promieniotwórczo części kadłuba w specjalnej hali obok suchego doku w Cherbourgu. Po upływie 20 lat ma nastąpić dalszy demontaż.

### Problemy
Dużo większe problemy związane z nieszkodliwym dla środowiska demontażem i składowaniem skażonych promieniotwórczo elementów okrętów podwodnych z napędem jądrowym, miała i nadal ma Marynarka Wojenna Rosji, która odziedziczyła wiele okrętów po Radzieckiej Marynarce Wojennej. Po upadku ZSRR, w związku z brakiem środków finansowych, nie mogła ona przeprowadzić fachowego demontażu okrętów wycofanych ze służby. Okręty te najczęściej pozostawały zacumowane w rosyjskich portach wojennych. W końcu lat 90. XX wieku rosyjska marynarka wojenna miała na stanie około 130 starych, częściowo już przed 20. laty wycofanych ze służby, okrętów podwodnych z napędem jądrowym. Niektóre utrzymywały się na powierzchni tylko dzięki pompowanemu do kadłuba sprężonemu powietrzu lub po przymocowaniu do pontonów.

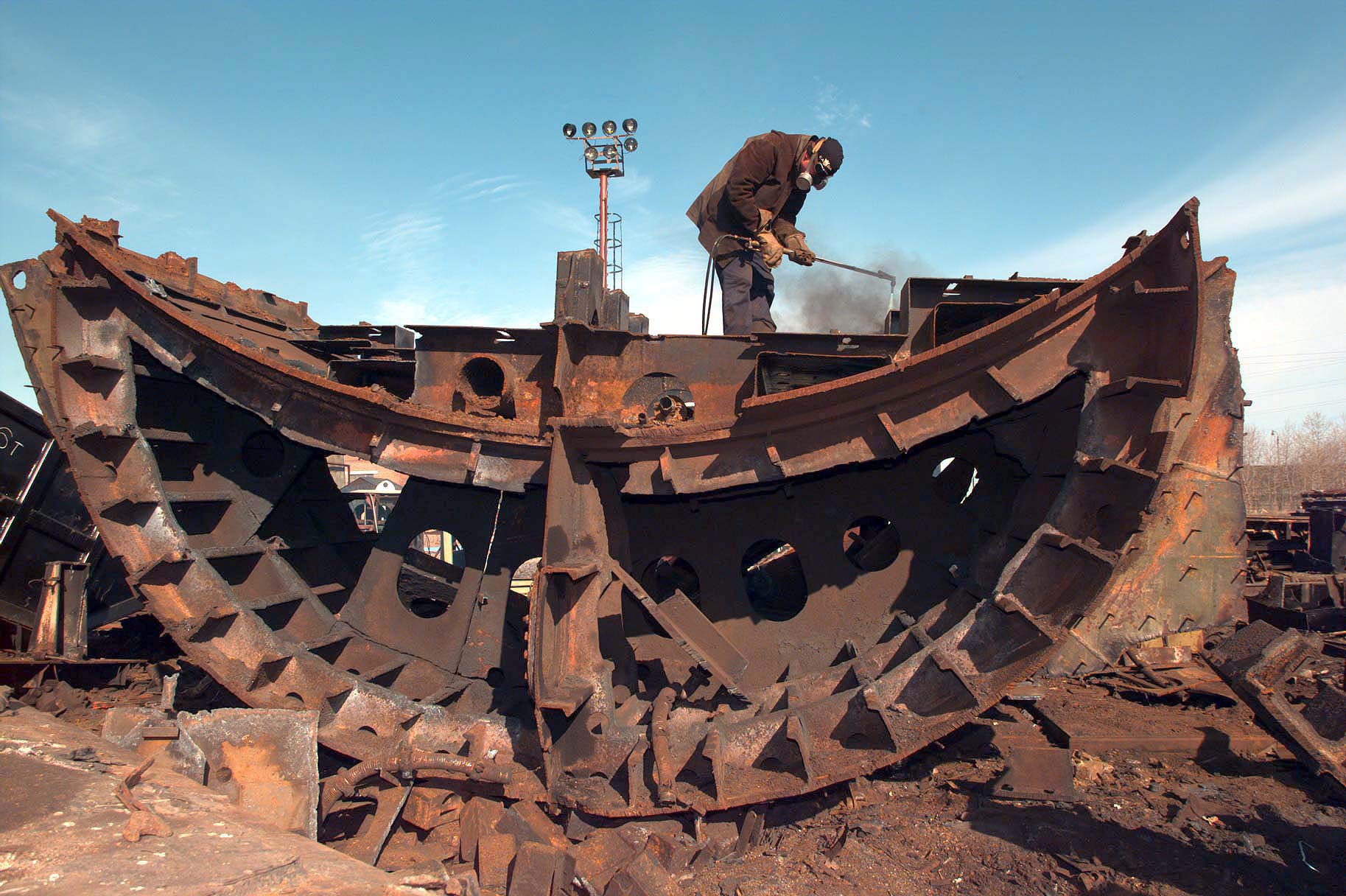
Demontaż okrętu podwodnego z napędem jądrowym w Rosji

Związek Radziecki nigdy nie przejmował się losem przestarzałych, wycofanych ze służby w połowie lat 80. XX w., okrętów. Środki finansowe były wykorzystywane do napraw awaryjnych starszych okrętów lub do budowy nowych. Zdemontowane reaktory jak i usunięte z nich paliwo jądrowe, przechowywane były w niedostatecznie osłoniętych miejscach składowania. Ze względu na brak miejsca, zatapiano w Morzu Karskim w fiordach wyspy Nowa Ziemia, kompletne reaktory jądrowe, czasami zawierające paliwo jądrowe. Spośród ok. 11 zatopionych reaktorów zawierających zużyte paliwo jądrowe, dwa należały do eksperymentalnych, chłodzonych ciekłym stopem ołowiu z bizmutem, reaktorów okrętu K-27. Na okręcie tym doszło w 1968 r. do poważnej awarii reaktora, po której okręt wycofano ze służby, a następnie w 1981 r. zatopiono.
Tylko w portach floty dalekowschodniej, cumuje (stan 2006) ok. 30-40 wycofanych ze służby okrętów podwodnych z napędem jądrowym. Aby rozwiązać ten problem Rosja jest zmuszona do nawiązania współpracy z krajami zachodnimi. Do 2006 roku, Rosja otrzymała ponad miliard dolarów na demontaż okrętów. Do 2010 r. mają być zdemontowane wszystkie wycofane ze służby okręty podwodne z napędem jądrowym. Największe dotacje na ten cel pochodzą z amerykańskiego programu Cooperative-Threat-Reduction.

## Awarie i zatonięcia

### Zatonięcia

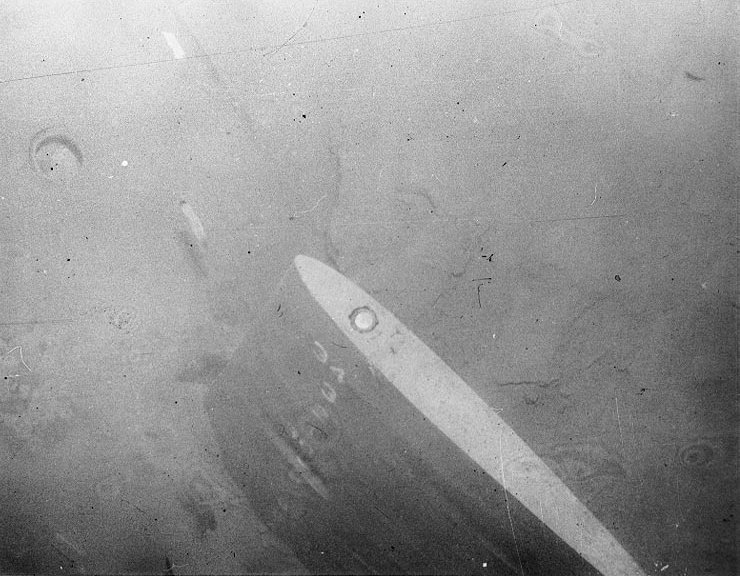
Zdjęcie „Thresher” na dnie morza

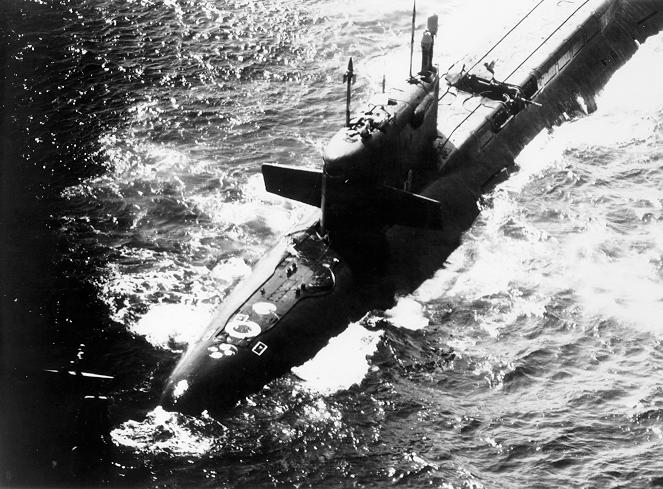
Okręt K-219 na krótko przed zatonięciem

Dotychczas udokumentowano zatonięcie siedmiu okrętów podwodnych z napędem jądrowym. Dwa z nich to okręty należące do USA a pięć do ZSRR/Rosji. Przy tym trzeba zwrócić uwagę, że niektóre z nich, jak np. K-429 w którym pomimo zatopienia nie został uszkodzony kadłub, zostały w późniejszym czasie wydobyte z dna. Dlatego też statystyki zależą od źródła z którego pochodzą. Nieznane są także ewentualne wypadki zatonięć we flocie Chin.
Pierwszym w historii, zatopionym okrętem podwodnym z napędem jądrowym, jest USS Thresher (SSN-593). Okręt, wraz ze 129-osobową załogą, zatonął w czasie prób zanurzenia, w pobliżu wschodniego wybrzeża USA, w 1963 roku. Pięć lat później, zatonął na skutek niewyjaśnionej eksplozji, następny amerykański okręt podwodny z napędem jądrowym USS Scorpion (SSN-589). Przypuszcza się, że na skutek uszkodzenia akumulatora torpedy, doszło do eksplozji i zatopienia okrętu wraz z 99-osobową załogą.
W 1970 r. na pokładzie radzieckiego okrętu podwodnego z napędem jądrowym K-8 wybuchł pożar i okręt po zatrzymaniu reaktorów został wzięty na hol. Podczas holowania okręt wraz z 52 członkami załogi zatonął na Zatoce Biskajskiej. W 1986 r. na pokładzie okrętu K-219, doszło na skutek uszkodzenia uszczelnienia silosu rakietowego, do eksplozji zbiornika paliwa rakietowego. Po awaryjnym wynurzeniu, okręt dryfował przez około dwa dni na powierzchni co pozwoliło na opuszczenie okrętu przez 115 spośród 119 członków załogi. W 1989 r. zatonął na skutek pożaru K-278 z 42 członkami załogi. W roku 2000 zatonął na skutek eksplozji torpedy, rosyjski okręt K-141 wraz z całą załogą w liczbie 118 osób. W 2003 r. zatonął ostatni rosyjski okręt podwodny z napędem jądrowym K-159. Okręt ten był wycofany ze służby w roku 1989 i miał być przeholowany do miejsca złomowania. W czasie holowania okręt zatonął wraz z 9 członkami załogi.
Według relacji Międzynarodowej Agencji Energii Atomowej, z września roku 2001, o wynikach badań wody morskiej w miejscach zatonięcia okrętów podwodnych z napędem jądrowym, nie stwierdzono wbrew przewidywaniom, podwyższonego skażenia promieniotwórczego. W pobliżu miejsc zatonięcia amerykańskich okrętów stwierdzono podwyższony poziom izotopu kobaltu (60Co), w pobliżu miejsca zatonięcia „Komsomolca” stwierdzono podwyższony poziom izotopu Cezu (137Cs). Wyniki te dają dowód na to, że pomimo przebywania pod wodą (w niektórych przypadkach ponad 40 lat od momentu zatonięcia) reaktory jądrowe nadal pozostają szczelne.

### Inne wypadki

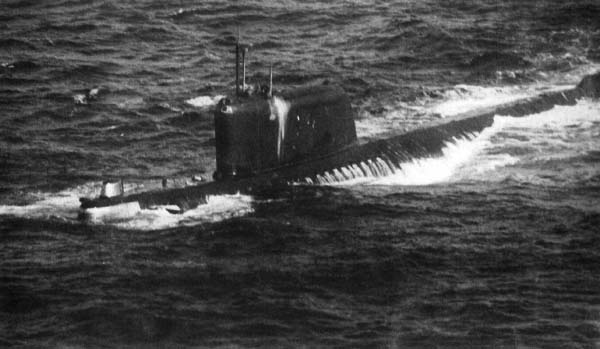
Okręt K-19 miał w 1961 r. poważną awarię reaktora, do 1972 dwa dalsze wypadki

Szczególnie radzieckie okręty podwodne z napędem jądrowym pierwszej generacji miały wiele awarii związanych z nowym rodzajem napędu. Już w 1961 roku doszło prawie do katastrofy na okręcie K-19. Aby zapobiec stopieniu rdzenia reaktora na skutek awarii systemu chłodzenia, ośmiu marynarzy weszło do przedziału reaktora i zainstalowało prowizoryczny system chłodzenia. Wszyscy zmarli na skutek choroby popromiennej. Do 1970 roku, na skutek problemów związanych z reaktorami, zginęło na innych okrętach dalszych pięciu marynarzy. Szczególnie, jeśli chodzi o pierwsze radzieckie okręty, zachowywane były bardzo niskie standardy bezpieczeństwa. Dopuszczalne granice napromieniowania, które obowiązywały na okrętach państw zachodnich, były na okrętach sowieckich kilkakrotnie przekraczane. Na okrętach późniejszych generacji wydarzyły się dalsze wypadki jak wybuch pożaru lub problemy związane z konserwacją i wymianą paliwa jądrowego. Przykładem może być okręt K-314, na którym w 1985 roku, w czasie próby wymiany paliwa jądrowego doszło do eksplozji, na skutek której doszło do uszkodzenia okrętu w sposób uniemożliwiający jego dalszą eksploatację.

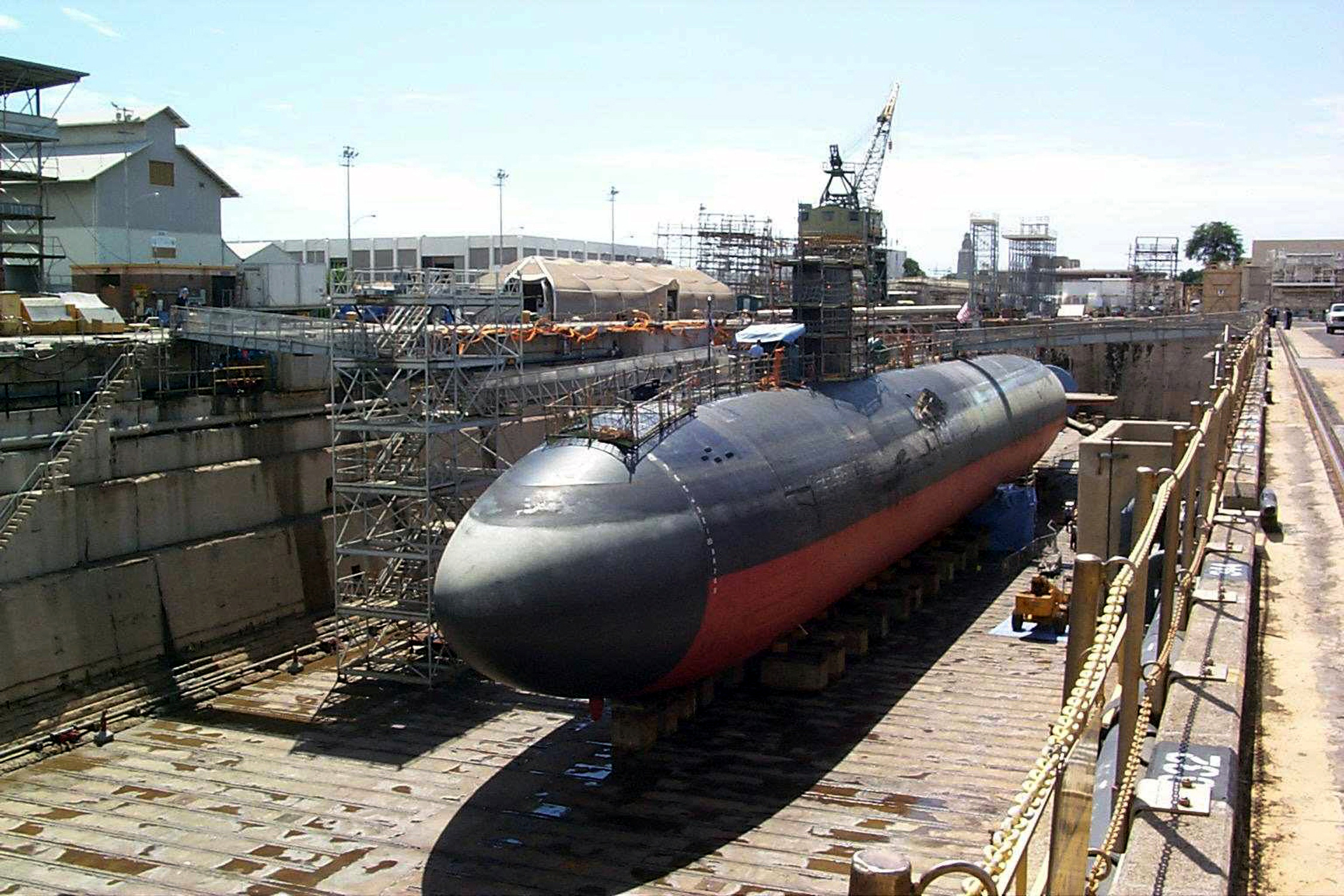
Okręt „Greeneville” po kolizji, w suchym doku

Na okrętach państw zachodnich nie doszło do poważnych wypadków, które w powiązaniu z awarią reaktora doprowadziłyby do napromieniowania członków załogi. Do problemów związanych z eksploatacją reaktorów jądrowych zalicza się problemy związane z odprowadzeniem do wody morskiej skażonych odpadów – jak w przypadku okrętu USS Guardfish (SSN-612) – czy problem nieprawidłowego otwarcia zaworów pierwotnego obiegu chłodzenia, na skutek czego doszło do odprowadzenia skażonej wody do środowiska – okręt USS Puffer (SSN-652). W 1994 roku, na francuskim okręcie podwodnym z napędem jądrowym „Émeraude”, doszło do eksplozji w maszynowni, na skutek której zginęło 10 marynarzy. Eksplozja ta nie miała związku z reaktorem. W 2000 roku na skutek problemów związanych z konwekcją reaktora okrętu Royal Navy, HMS Tireless (S88), nie mógł on opuścić przez rok portu w Gibraltarze.
Szczególnie w okresie zimnej wojny, kiedy to okręty podwodne z napędem jądrowym wykorzystywane były przez wrogie sobie państwa do obserwacji i działań szpiegowskich, doszło do wielu kolizji. Miały one szczególne polityczne znaczenie, ponieważ dochodziło do nich na wodach mórz terytorialnych. Przykładem jest kolizja w zanurzeniu, okrętu US Navy USS Tautog (SSN-639) z sowieckim okrętem K-108. Do kolizji tej doszło w 1970 roku koło Pietropawłowska Kamczackiego. Do innej kolizji na wodach morza Barentsa doszło pomiędzy sowieckim K-19 i amerykańskim USS Gato (SSN-615). Dziennikarze Sontag i Drew donoszą o ponad 10 kolizjach okrętów ZSSR z okrętami USA, i dwóch kolizjach okrętów sowieckich z okrętami brytyjskimi, które miały miejsce w okresie od 1960 roku do zakończenia zimnej wojny. Dochodzi również do kolizji pomiędzy okrętami podwodnymi i statkami floty handlowej lub statkami rybackimi. Przykładem takiego wydarzenia jest kolizja japońskiego szkolnego statku rybackiego Ehime Maru z amerykańskim okrętem USS Greeneville (SSN-772) koło Hawajów w 2001 roku.

## Okręty podwodne z napędem jądrowym w literaturze i filmie
Pierwszym bestsellerem o okręcie podwodnym z napędem jądrowym była powieść sensacyjna Toma Clancy’ego Polowanie na Czerwony Październik wydana w 1984 roku. Na podstawie której nakręcono również film. Później ukazały się książki Patricka Robinsona i Clive’a Cusslera. Filmy jak np. Karmazynowy przypływ odgrywały się w fikcyjnej scenerii, natomiast filmy jak K-19 czy W kilwaterze śmierci o K-219 opierają się na wydarzeniach autentycznych.
Ukazała się również seria książek Michaela DiMercurio, których główne wątki rozgrywały się na pokładach okrętów podwodnych, m.in. typu Seawolf, Siewierodwińsk.